# Erica austronyassana
Erica austronyassana là một loài thực vật có hoa trong họ Thạch nam. Loài này được Alm & T.C.E.Fr. mô tả khoa học đầu tiên năm 1927.